# Seattle Seahawks 2010
La stagione 2010 dei Seattle Seahawks è stata la 35ª della squadra nella National Football League. Jim Mora fu licenziato l'8 gennaio 2010, portando i Seahawks a un accordo con Pete Carroll, assunto come allenatore il giorno seguente. Questa fu la nona stagione che i Seahawks giocarono le gare casalinghe al Qwest Field. La squadra superò il numero di vittorie della stagione 2009 e vinse la division NFC West con record di 7–9. Essi divennero il primo team della storia con un record negativo, non solo a centrare i playoff, ma anche a vincere un titolo di division e una gara di playoff, in una stagione senza scioperi.

## Movimenti di mercato

### Cambiamenti nella dirigenza
Il general manager Tim Ruskell lasciò la sua posizione due settimane prima della fine della stagione regolare del 2009. Il general manager ad interim Rubston Webster prese in mano le redini fino al termine della stagione ma fu confermato che non sarebbe rimasto dopo il suo termine. Webster lasciò la squadra per occupare la stessa posizione nei Tennessee Titans.
Sorprendentemente, il posto vacante di capo-allenatore, creatosi dalla partenza di Mora, fu riempito dai Seahawks con Pete Carroll. L'amministratore delegato dei Seahawks Tod Leiweke suggerì che Carroll e il general manager avessero una "relazione collaborativa" sul controllo della squadra.
Tra i candidati scrutinati, ci furono l'ex general manager dei Tennessee Titans Floyd Resse e il direttore degli osservatori dei New York Giants Marc Ross. Il 19 gennaio 2010, i Seahawks firmarono ufficialmente il direttore operativo dei Green Bay Packers John Schneider come loro nuovo general manager.

### Cambiamenti dello staff

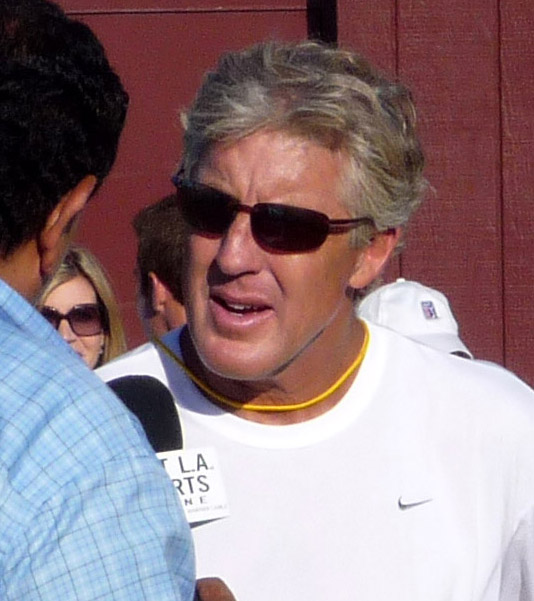
Carroll tornò nella NFL come ottavo capo-allenatore della storia dei Seahawks

In seguito alla sua prima stagione con un record di 5–11 coi Seahawks, Jim Mora fu licenziato il 9 gennaio 2010. Mora apparì sorpreso e deluso dalla notizia mentre l'amministratore delegato Tod Leiweke affermò che la franchigia si stava muovendo in una nuova direzione per diventare di successo.
Meno di un giorno dall'addio di Mora, i Seahawks iniziarono ad intervistare candidati come il capo-allenatore di USC Pete Carroll, il coordinatore difensivo dei Minnesota Vikings Leslie Frazier e il coordinatore difensivo dei San Diego Chargers Ron Rivera. Nacquero della controversie quando trapelò la notizia che Carroll aveva raggiunto un accordo preliminare per firmare un contratto come capo-allenatore, il quale gli avrebbe dato anche il pieno controllo della franchigia, quando né Frazier né Rivera erano ancora stati intervistati, contravvenendo quindi potenzialmente alla Rooney Rule. Ad ogni modo, Frazier acconsentì a un colloquio prima che i Seahawks firmassero Carroll, rispettando la regola. Due giorni dopo, Carroll divenne ufficialmente l'ottavo allenatore della storia della franchigia.
Pochi giorni dopo l'assunzione di Carroll, il resto dello staff precedente fu quasi del tutto eliminato. Con le eccezioni di Gus Bradley e Dan Quinn, nessuno degli allenatori di Mora avrebbe fatto ritorno. Il coordinatore offensivo di USC Jeremy Bates fu assunto dai Seahawks come coordinatore offensivo, mentre Alex Gibbs dagli Houston Texans sarebbe stato allenatore della linea offensiva e primo assistente del capo allenatore. Poche settimane prima della partenza della stagione regolare però, Gibbs si ritirò improvvisamente da questa posizione, con l'ex assistente di Carroll a USC, Pat Ruel, che prese il suo posto.

### Partenze chiave
Il wide receiver Nate Burleson, dopo quattro anni con i Seahawks, firmò con i Detroit Lions il 5 marzo 2010, dopo essere stato un free agent per 24 ore. Il quarterback di riserva Seneca Wallace, conosciuto per la sua versatilità come wide receiver, fu ceduto ai Cleveland Browns l'8 marzo 2010 in cambio di una scelta nel Draft NFL 2011.
La guardia Rob Sims, regolarmente titolare nei Seahawks negli ultimi 4 anni, fu scambiato coi Lions per il defensive end Robert Henderson e una scelta del 5º giro nel Draft NFL 2010. Il defensive end veterano Darryl Tapp fu anch'egli ceduto ai Philadelphia Eagles per Chris Clemons e una scelta del 4º giro.
Il 13 aprile 2010 il defensive end Patrick Kerney annunciò il suo ritiro dopo 11 stagioni nella NFL. Kerney fu convocato per il Pro Bowl nel 2007 e guidò la squadra in sack in due occasioni (2007 e 2009). Il 29 aprile 2010, il tackle sinistro quattro volte All-Pro Walter Jones annunciò anch'egli il ritiro dopo 13 anni di carriera durante i quali divenne una pietra portante dei Seattle Seahawks per i quali sarebbe stato inserito nella Pro Football Hall of Fame.
Durante il training camp, i Seahawks continuarono a svincolare diversi giocatori dal roster. L'ex scelta del primo giro Lawrence Jackson, che Carroll aveva allenato a USC, fu mandato ai Detroit Lions per una scelta del 6º giro. Altri titolari dell'ultima stagione, come il fullback Owen Schmitt e il ricevitore T.J. Houshmandzadeh, furono svincolati dalla squadra. Il defensive back Josh Wilson fu ceduto a Baltimore per una scelta del 5º giro.

### Arrivi chiave

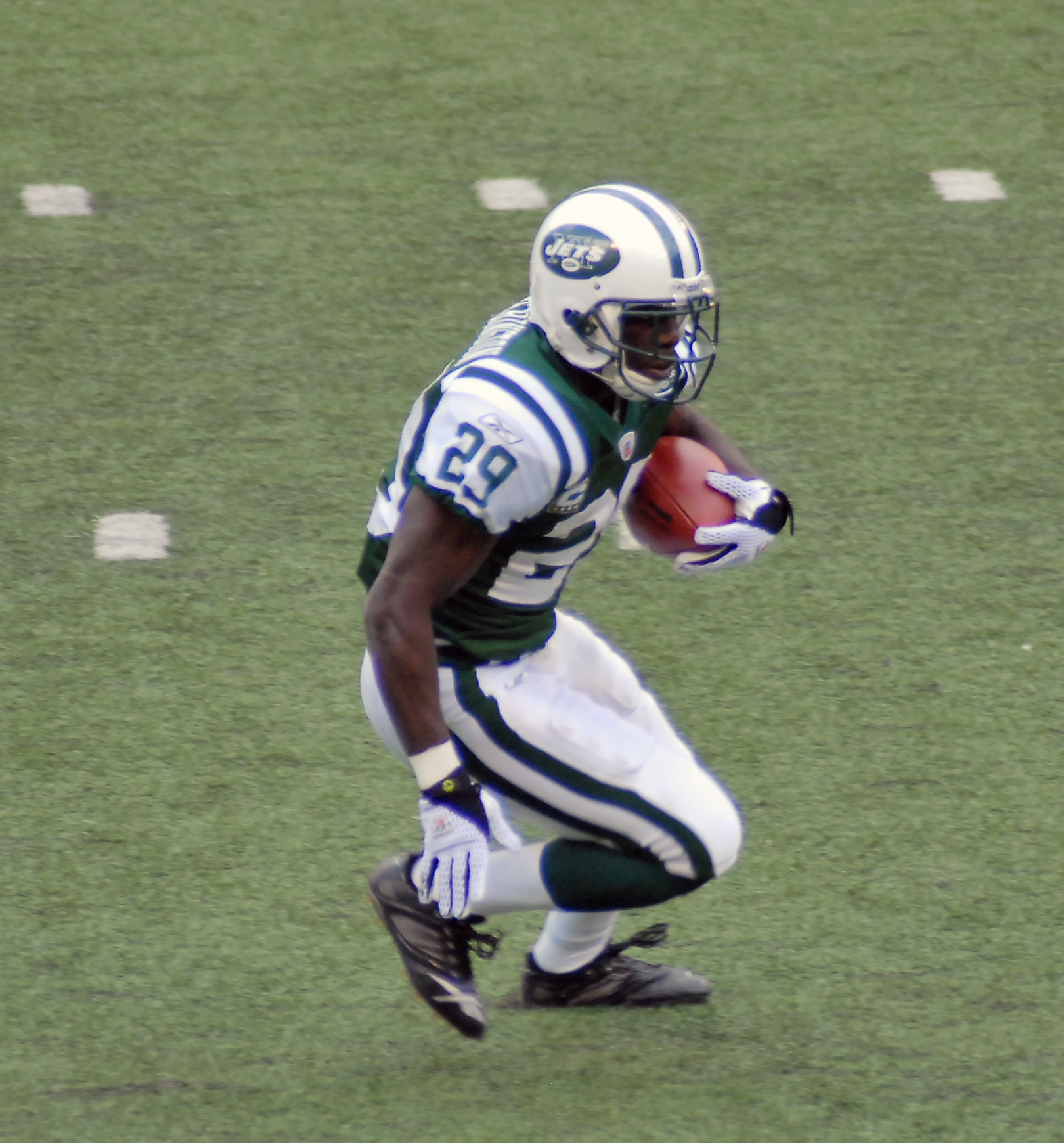
Il running back Leon Washington fu acquisito dai Seahawks il 24 aprile 2010.

L'ex quarterback dei San Diego Chargers Charlie Whitehurst fu acquisito da Seattle il 18 marzo 2010. Whitehurst avrebbe dovuto competere per il posto da quarterback titolare con Matt Hasselbeck. Inoltre, i Seahawks acquisirono i defensive end Chris Clemons e Robert Henderson, rispettivamente da Eagles e Lions. Il wide receiver Reggie Williams, ex scelta del primo giro dei Jacksonville Jaguars ed ex stella dei Washington Huskies, firmò con la squadra il 16 aprile 2010.
L'ultimo giorno del Draft 2010, i Seahawks acquisirono il running back LenDale White e il defensive tackle Kevin Vickerson dai Tennessee Titans. Con questo acquisto, White si sarebbe riunito col suo ex allenatore del college Pete Carroll a USC ma venne svincolarono il 28 maggio 2010. Inoltre i New York Jets cedettero l'ex Pro Bowler Leon Washington a Seattle.

### Scelte nel Draft 2010
Dopo aver terminato la stagione 2009 con un record di 5–11, i Seahawks ottennero la sesta scelta assoluta nel Draft NFL 2010. Inoltre detenevano la 14ª scelta assoluta come risultato di uno scambio del Draft 2009 in cui diedero la loro seconda scelta del 2009 ai Denver Broncos per la loro prima scelta nel 2010. I Seahawks scambiarono la loro scelta del terzo giro coi Philadelphia Eagles come parte di un accordo dal draft dell'anno precedente in cui diedero la loro scelta del secondo giro in cambio di Charlie Whitehurst e ricevettero inoltre un'altra scelta del secondo giro dai San Diego Chargers.
| Scelte dei Seahawks nel Draft 2010 |                  |                  |                 |           |         |          |                |           |                                           |
| Ordine nel draft                   | Ordine nel draft | Ordine nel draft | Nome            | Posizione | Altezza | Peso     | College        | Contratto | Note                                      |
| Giro                               | Scelta           | Totale           | Nome            | Posizione | Altezza | Peso     | College        | Contratto | Note                                      |
| 1                                  | 6                | 6                | Russell Okung   | T         | 6'5"    | 307 lbs. | Oklahoma State |           |                                           |
| 1                                  | 14               | 14               | Earl Thomas     | S         | 5'10"   | 208 lbs. | Texas          |           | Dai Denver Broncos                        |
| 2                                  | 28               | 60               | Golden Tate     | WR        | 5'10"   | 199 lbs. | Notre Dame     |           | Dai San Diego Chargers                    |
| 4                                  | 13               | 111              | Walter Thurmond | CB        | 5'11"   | 189 lbs. | Oregon         |           | Dai Tennessee Titans                      |
| 4                                  | 29               | 127              | E.J. Wilson     | DE        | 6'4"    | 286 lbs. | North Carolina |           | Dai New York Jets via Philadelphia Eagles |
| 5                                  | 2                | 133              | Kam Chancellor  | FS        | 6'3"    | 231 lbs. | Virginia Tech  |           | Dai Detroit Lions                         |
| 6                                  | 16               | 185              | Anthony McCoy   | TE        | 6'4"    | 259 lbs. | Southern Cal   |           | Dai Tennessee Titans                      |
| 7                                  | 29               | 236              | Dexter Davis    | DE        | 6'1"    | 244 lbs. | Arizona State  |           | Dai New York Jets                         |
| 7                                  | 38               | 245              | Jameson Konz    | WR        | 6'4"    | 234 lbs. | Kent State     |           | Scelta compensatoria                      |

## Roster
| Roster dei Seattle Seahawks nella stagione 2010 |
| --- |
| Quarterback - 8 Matt Hasselbeck - 7 J.P. Losman - 6 Charlie Whitehurst Running Back - 20 Justin Forsett - 24 Marshawn Lynch - 26 Michael Robinson FB/RB - 33 Leon Washington RS Wide Receiver - 82 Ruvell Martin - 87 Ben Obomanu - 15 Brandon Stokley - 81 Golden Tate - 17 Mike Williams Tight End - 89 John Carlson - 88 Cameron Morrah Offensive Linemen - 77 Stacy Andrews G - 66 Paul Fanaika G - 68 Breno Giacomini T - 64 Mike Gibson G - 50 Ben Hamilton G - 61 Lemuel Jeanpierre G - 75 Sean Locklear T - 76 Russell Okung T - 78 Tyler Polumbus T - 73 William Robinson T - 65 Chris Spencer C - 63 Chris White C/G Defensive Linemen - 95 Kentwan Balmer DE/DT - 98 Raheem Brock DE - 91 Chris Clemons DE - 90 Colin Cole DT - 58 Dexter Davis DE - 97 Amon Gordon DT - 92 Brandon Mebane DT - 99 Jay Richardson DE - 93 Craig Terrill DT Linebacker - 59 Aaron Curry OLB - 57 David Hawthorne OLB/ILB - 54 Will Herring OLB - 52 Matt McCoy OLB - 55 Joe Pawelek ILB - 51 Lofa Tatupu ILB Defensive Back - 27 Jordan Babineaux FS - 32 Marcus Brown CB - 31 Kam Chancellor SS - 39 Kennard Cox CB - 21 Kelly Jennings CB - 36 Lawyer Milloy SS - 22 Josh Pinkard CB - 29 Earl Thomas FS - 28 Walter Thurmond CB - 23 Marcus Trufant CB Special Team - 49 Clint Gresham LS - 10 Olindo Mare K - 9 Jon Ryan P Lista delle riserve - 86 Chris Baker TE (IR) - 79 Red Bryant DE (IR) - 11 Deon Butler WR (IR) - 53 Anthony Heygood OLB (IR) - 56 Leroy Hill OLB (IR) - 46 Jameson Konz TE (IR) - 34 Roy Lewis CB (IR) - 85 Anthony McCoy TE (IR) - 69 Chester Pitts G (IR) - 94 Junior Siavii DT (IR) - 14 Isaiah Stanback WR/QB (IR) - 60 Max Unger G/C (IR) - 74 Ray Willis OT (IR) Squadra di allenamento - 35 André Anderson RB - -- Nate Davis QB - 18 Dominique Edison WR - 72 Maurice Fountain DE - 40 Chris Henry RB (Practice squad/Injured) - 48 Michael Johnson OLB - 47 Nick Tow-Arnett TE - 44 Vuna Tuihalamaka ILB - 70 Derek Walker DE (Practice squad/Injured) - 19 Patrick Williams WR |
| Legenda - I rookie sono in corsivo. - Il primo ruolo è il principale mentre gli eventuali successivi indicano i ruoli secondari. - (IR) sta per Injured Reserve ed indica la lista ristretta per un solo giocatore infortunato che può tornare ad allenarsi dopo la settimana 6 e a rientrare in prima squadra dopo che questa ha giocato 8 partite. - (NF-Inj.) / (NF-Ill.) stanno rispettivamente per Non-Football Injured e Non-Football Illness ed indicano le liste dove viene inserito un giocatore che ha un infortunio o una malattia non dipendente dal football americano. - (PUP) sta per Physically Unable to Perform ed indica la lista dove viene inserito un giocatore mentre è in attesa di recuperare la condizione fisica. Nella stagione regolare dopo la sesta partita giocata dalla propria squadra, il giocatore ha tempo tre settimane per riprendere ad allenarsi, più tre settimane aggiuntive dal suo rientro agli allenamenti per rientrare in prima squadra. |

## Calendario

### Pre-stagione
Nota: gli orari di inizio sono riportati secondo il fuso orario PDT.
| Settimana | Data        | Ora   | Avversario        | Risultato | Risultato | Stadio                          | TV      | NFL.com recap |
| Settimana | Data        | Ora   | Avversario        | Punteggio | Record    | Stadio                          | TV      | NFL.com recap |
| --------- | ----------- | ----- | ----------------- | --------- | --------- | ------------------------------- | ------- | ------------- |
| 1         | 14 agosto   | 19.00 | Tennessee Titans  | V 20–18   | 1–0       | Qwest Field                     | KING-TV | Recap         |
| 2         | 21 agosto   | 19.00 | Green Bay Packers | S 24–27   | 1–1       | Qwest Field                     | KING-TV | Recap         |
| 3         | 28 agosto   | 17.00 | Minnesota Vikings | L 13–24   | 1–2       | Mall of America Field           | KING-TV | Recap         |
| 4         | 2 settembre | 19.00 | Oakland Raiders   | S 24–27   | 1–3       | Oakland-Alameda County Coliseum | KING-TV | Recap         |

### Stagione regolare
Nota: gli orari di inizio sono riportati secondo il fuso orario PDT.
| Settimana | Data               | Ora                | Avversario            | Risultato          | Risultato          | Stadio                          | TV                 | NFL.com recap      |
| Settimana | Data               | Ora                | Avversario            | Punteggio          | Record             | Stadio                          | TV                 | NFL.com recap      |
| --------- | ------------------ | ------------------ | --------------------- | ------------------ | ------------------ | ------------------------------- | ------------------ | ------------------ |
| 1         | 12 settembre       | 13.15              | San Francisco 49ers   | V 31–6             | 1–0                | Qwest Field                     | Fox                | Recap              |
| 2         | 19 settembre       | 13.05              | Denver Broncos        | S 14–31            | 1–1                | INVESCO Field at Mile High      | Fox                | Recap              |
| 3         | 26 settembre       | 13.15              | San Diego Chargers    | V 27–20            | 2–1                | Qwest Field                     | CBS                | Recap              |
| 4         | 3 ottobre          | 10.00              | St. Louis Rams        | S 3–20             | 2–2                | Edward Jones Dome               | Fox                | Recap              |
| 5         | Settimana di pausa | Settimana di pausa | Settimana di pausa    | Settimana di pausa | Settimana di pausa | Settimana di pausa              | Settimana di pausa | Settimana di pausa |
| 6         | 17 ottobre         | 10.00              | Chicago Bears         | V 23–20            | 3–2                | Soldier Field                   | Fox                | Recap              |
| 7         | 24 ottobre         | 13.05              | Arizona Cardinals     | V 22–10            | 4–2                | Qwest Field                     | Fox                | Recap              |
| 8         | 31 ottobre         | 13.15              | Oakland Raiders       | S 3–33             | 4–3                | Oakland-Alameda County Coliseum | Fox                | Recap              |
| 9         | 7 novembre         | 13.05              | New York Giants       | S 7–41             | 4–4                | Qwest Field                     | Fox                | Recap              |
| 10        | 14 novembre        | 13.15              | Arizona Cardinals     | V 36–18            | 5–4                | University of Phoenix Stadium   | Fox                | Recap              |
| 11        | 21 novembre        | 13.05              | at New Orleans Saints | L 19–34            | 5–5                | Louisiana Superdome             | Fox                | Recap              |
| 12        | 28 novembre        | 13.05              | Kansas City Chiefs    | S 24–42            | 5–6                | Qwest Field                     | CBS                | Recap              |
| 13        | 5 dicembre         | 13.15              | Carolina Panthers     | V 31–14            | 6–6                | Qwest Field                     | Fox                | Recap              |
| 14        | 12 dicembre        | 13.05              | San Francisco 49ers   | S 21–40            | 6–7                | Candlestick Park                | Fox                | Recap              |
| 15        | 19 dicembre        | 13.05              | Atlanta Falcons       | S 18–34            | 6–8                | Qwest Field                     | Fox                | Recap              |
| 16        | 26 dicembre        | 13.05              | Tampa Bay Buccaneers  | S 15–38            | 6–9                | Raymond James Stadium           | Fox                | Recap              |
| 17        | 2 gennaio          | 17.20              | St. Louis Rams        | V 16–6             | 7–9                | Qwest Field                     | NBC                | Recap              |

Gli avversari di division sono scritti in grassetto.

### Playoff
| Turno | Data       | Ora   | Avversario         | Risultato | Risultato | Stadio        | TV  | Recap |
| Turno | Data       | Ora   | Avversario         | Punteggio | Record    | Stadio        | TV  | Recap |
| ----- | ---------- | ----- | ------------------ | --------- | --------- | ------------- | --- | ----- |
| WC    | 8 gennaio  | 13.30 | New Orleans Saints | V 41-36   | 1–0       | Qwest Field   | NBC | Recap |
| DIV   | 16 gennaio | 10.00 | Chicago Bears      | S 35–24   | 1–1       | Soldier Field | FOX | Recap |

## Leader della squadra
| Leader della squadra   |                         |       |
| Categoria              | Giocatore               | N.    |
| Yard passate           | Matt Hasselbeck         | 3.001 |
| Touchdown passati      | Matt Hasselbeck         | 12    |
| Yard corse             | Marshawn Lynch          | 573   |
| Touchdown su corsa     | Marshawn Lynch          | 6     |
| Ricezioni              | Mike Williams           | 65    |
| Yard ricevute          | Mike Williams           | 751   |
| Touchdown su ricezione | Deon Butler Ben Obomanu | 4     |
| Sack                   | Chris Clemons           | 11,0  |
| Intercetti             | Earl Thomas             | 5     |